# Cereus jamacaru
Cereus jamacaru, conocida comúnmente como mandacaru, es una especie de planta suculenta perteneciente al género Cereus, dentro de la familia Cactaceae. Es endémica del centro y este de Brasil.

## Descripción

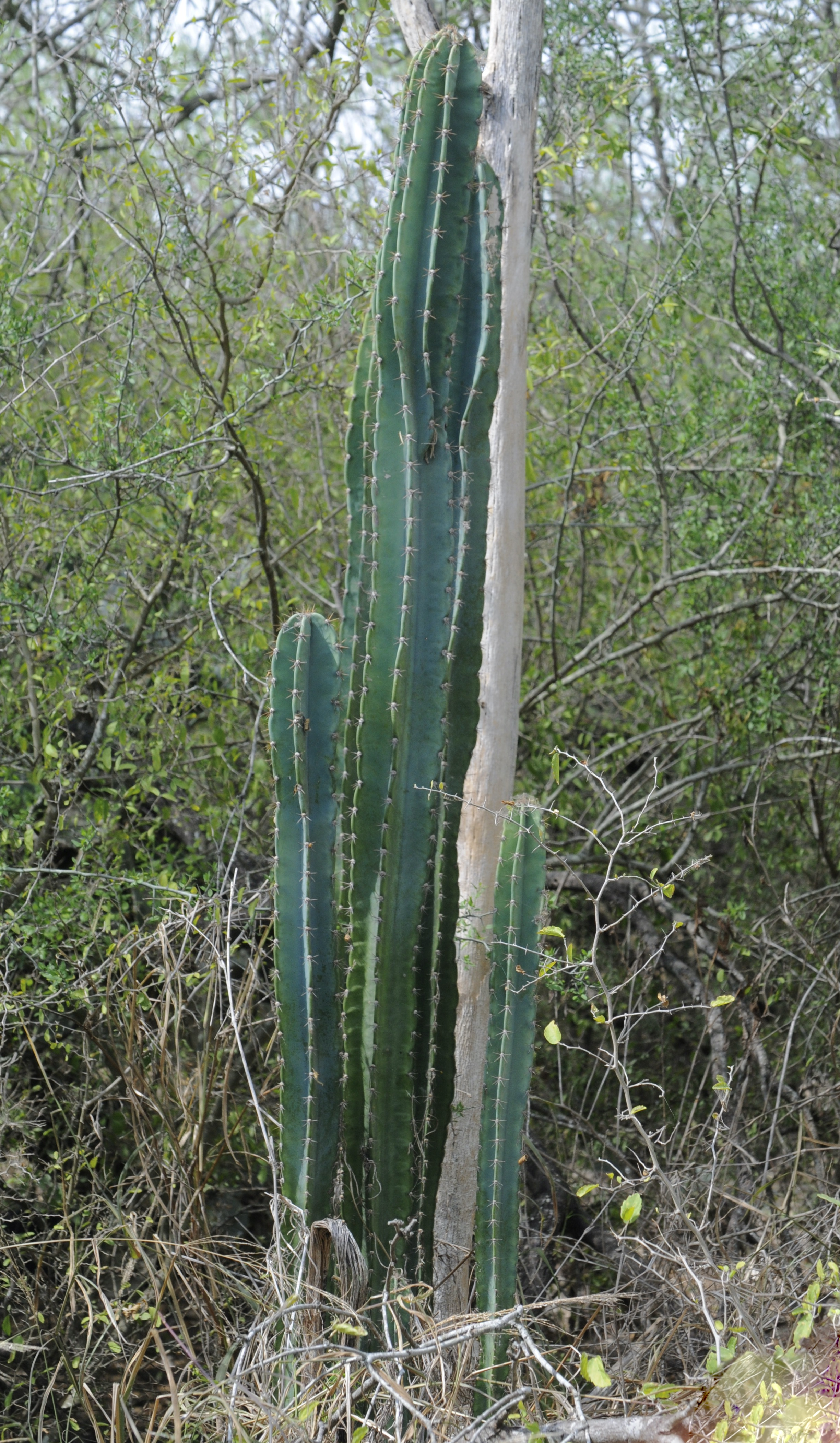
Vista de la planta

Cereus jamacaru es una especie de cactus arborescente grande que alcanza alturas de hasta 10 m. Presenta un tronco corto, grueso, leñoso y muy ramificado, de 35 a 60 cm de diámetro. Las ramas suelen ser erectas y numerosas, y a menudo forman grandes copas compactas. Sin embargo, cuando vive en bosques densos, presenta un tallo simple con pocas o ninguna rama, creciendo alto y erecto. 
Los tallos son articulados y están formados por segmentos (cladodios) de hasta 15 cm de diámetro. Son cilíndricos y suelen tener la epidermis de color verde azulado cuando son jóvenes, volviéndose de un verde más opaco con la edad. Presentan de 4 a 6 costillas delgadas, comprimidas y altas. Son más o menos onduladas y miden hasta 3,5 cm de altura. Sobre ellas se asientan areolas grandes de color gris separadas unas de otras de 2 a 4 cm de distancia y con muescas entremedias. Estas tienen espinas en forma de lezna, a menudo muy largas, llegando incluso a medir de 20 a 30 cm de longitud. Inicialmente son de color amarillento o pardusco y se vuelven negras con las edad. De entre ellas se distinguen de 2 a 4 espinas centrales extendidas, de 8 a 20 cm (o más) de largo y de 5 a 7 espinas radiales de hasta 1,5 cm de longitud.

Las flores aparecen lateralmente en los tallos y son de color blanco. Miden hasta 30 cm de largo y de 18 a 20 cm de diámetro. Las brácteas exteriores son de color marrón a verde claro y las interiores son blancas. El ovario es de color violáceo y presenta diminutas escamas de color marrón. El perianto se separa prematuramente del ovario, dejando el estilo, el cual es persistente. Las flores suelen aparecer a mediados de la primavera y cada flor dura solo una noche. Florecen al anochecer y se marchitan por la mañana.

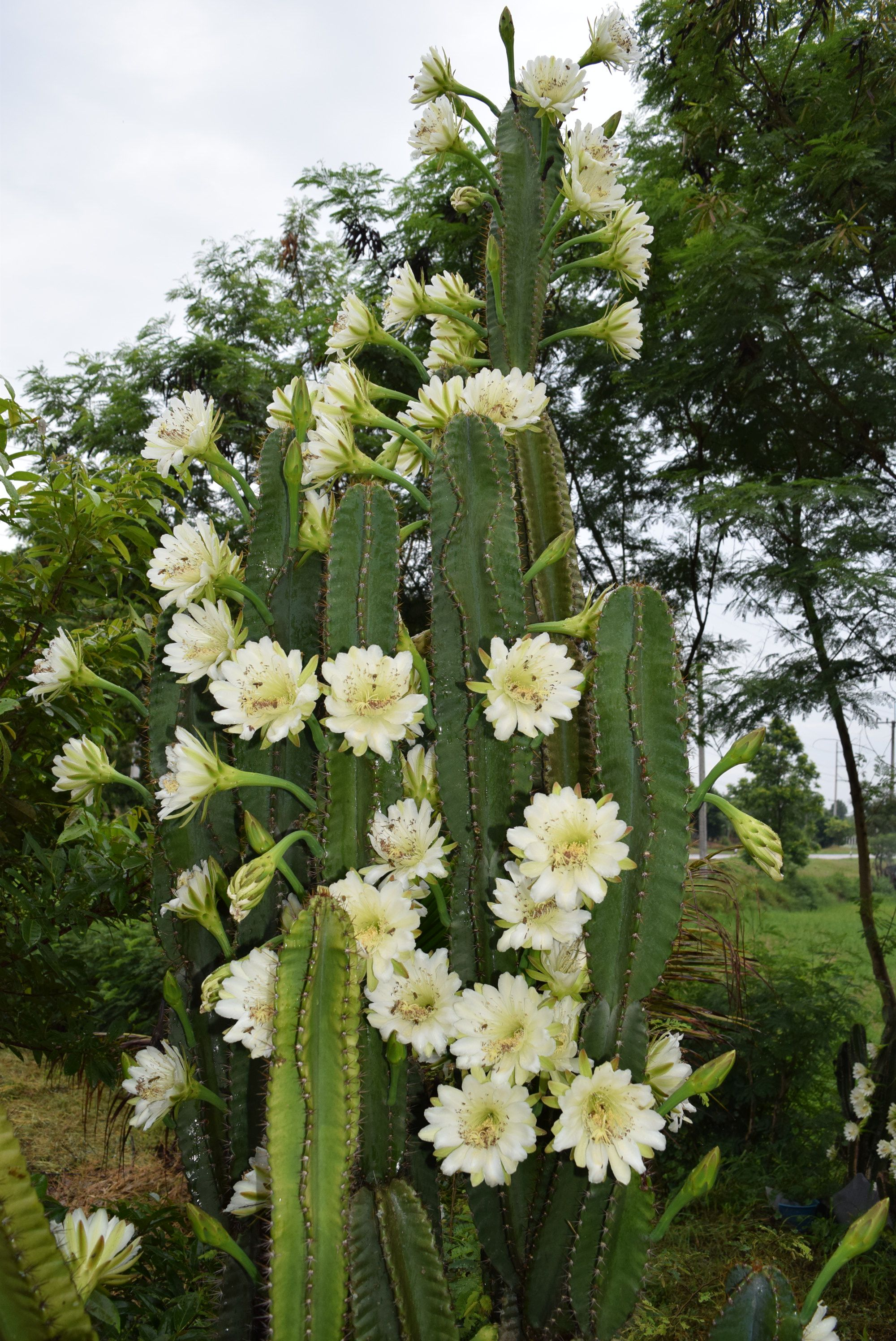
Planta en floración

Los frutos tienen forma de huevo o pera, miden de 6 a 8 cm de diámetro y hasta 12 cm de largo. Cuando están maduros, se vuelven de color carmín a rojo coral brillante y se rasgan longitudinalmente. En el interior de los frutos se encuentra una pulpa blanca, jugosa y comestible.

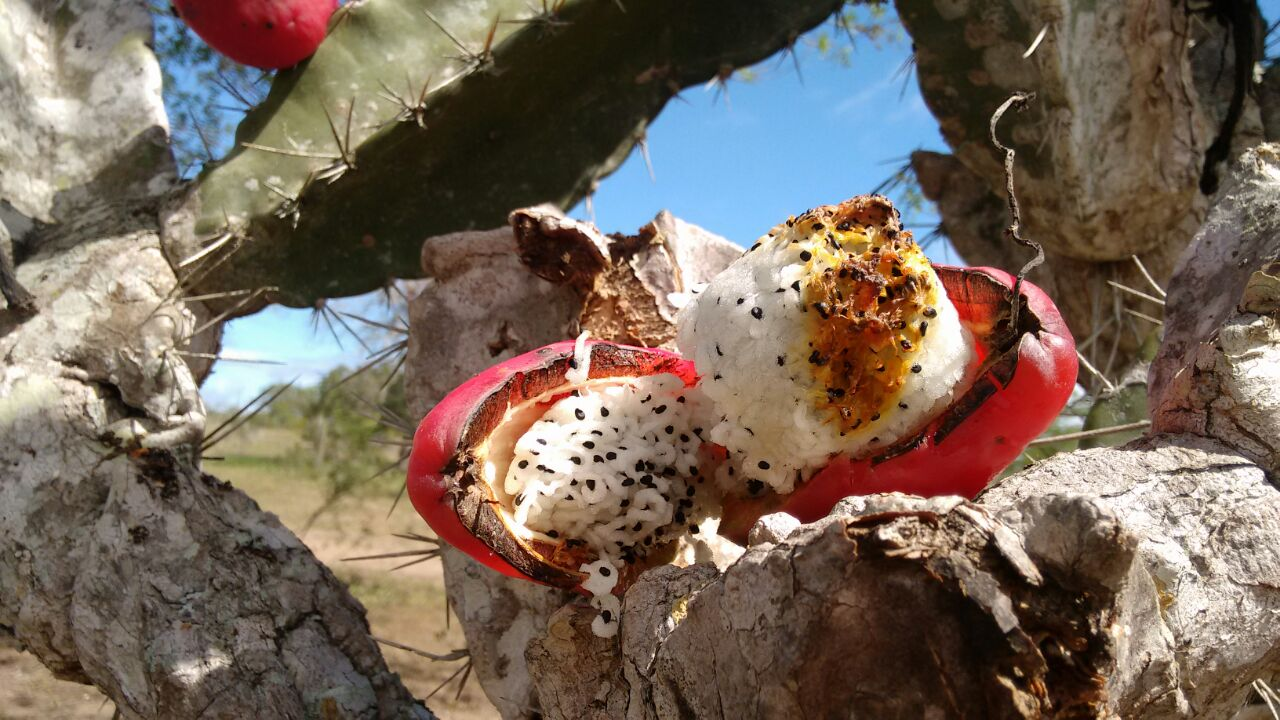
Fruto con pulpa blanca

Las semillas son dimunutas, rugosas y de color negro mate. Miden aproximadamente 3 mm y presentan tubérculos romos. La especie es diploide, siendo su número de cromosomas de 2n = 22.

## Distribución y hábitat
El área de distribución nativa de esta especie es el centro y este de Brasil (concretamente en los estados brasileños de Alagoas, Sergipe, Bahía, Maranhoo, Pernambuco, Goias y Minas Gerais). Además se ha introducido en el sur de África, concretamente en Provincias del Cabo, Estado Libre, KwaZulu-Natal, Lesoto, Provincias del Norte y Suazilandia.
 

Crece principalmente en el bioma tropical estacionalmente seco, sobre suelos pedregosos o arenosos, a altitudes de 50 a 1.200 metros sobre el nivel del mar.

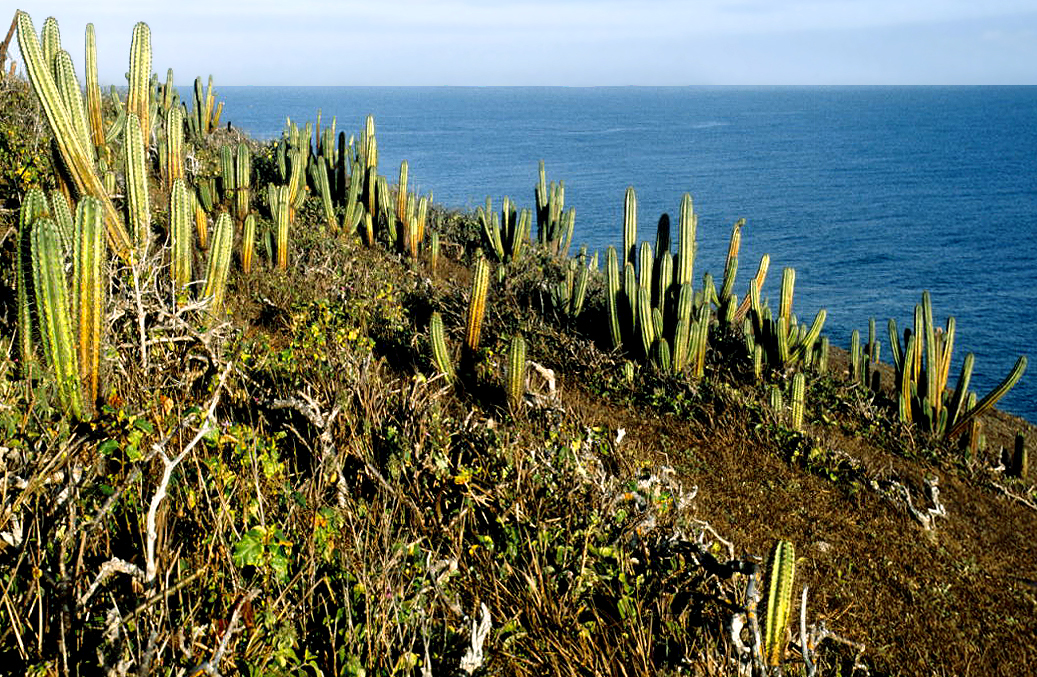
Plantas que crecen en Jijoca de Jericoacoara, Ceará, Brasil

## Ecología
El mandacaru juega un papel fundamental en el mantenimiento del ecosistema, sirviendo de refugio y alimento para diversas especies de fauna, incluyendo aves, insectos y pequeños mamíferos. De hecho, muchos mamíferos y aves se alimentan de sus frutso, como la urraca de cuello blanco (Cyanocorax cyanopogon) y el perico de la Caatinga (Eupsittula cactorum).
Las plantas son polinizadas por murciélagos, aunque muchos otros organismos pueden aprovechar el néctar y el polen.

## Taxonomía
Cereus jamacaru fue descrita por el botánico suizo Augustin Pyrame de Candolle y publicada por priemra vez en Prodromus systematis naturalis regni vegetabilis 3: 467 en el año 1828.
Etimología
- Cereus: nombre genérico que deriva del término latíno cereus (que se traduce como 'vela' o 'cirio'), haciendo alusión a su forma alargada perfectamente recta.[12]
- jamacaru: epíteto específico tomado del nombre común dado en Brasil: Jamacaru.[13]

### Subespecies
Actualmente se distinguen dos subespecies:
| Imagen | Subespecie                                                         | Descripción | Distribución            |
| ------ | ------------------------------------------------------------------ | --- | ----------------------- |
|        | Cereus jamacaru subsp. calcirupicola (F.Ritter) N.P.Taylor & Zappi | Tiende a ser más bajo y puede tener una forma más ramificada o arbustiva. Presenta espinas más largas y prominentes, que pueden ser de color amarillo pálido o blanco.               | Brasil                  |
|        | Cereus jamacaru subsp. jamacaru                                    | Generalmente tiene tallos más altos y erectos, alcanzando bastantes metros de altura. Su forma es más cilíndrica y robusta, y sus espinas suelen ser más cortas de color más oscuro. | Centro y este de Brasil |

Sinonimia
- Sinónimos de Cereus jamacaru subsp. calcirupicola:
  - Cereus calcirupicola (F.Ritter) Rizzini, 1986 publ. 1987
  - Cereus calcirupicola var. albicans Rizzini, 1986 publ. 1987
  - Cereus calcirupicola subsp. cabralensis (F.Ritter) P.J.Braun & Esteves, 1995
  - Cereus calcirupicola var. cabralensis (F.Ritter) P.J.Braun, 1988
  - Cereus calcirupicola var. cipoensis (F.Ritter) P.J.Braun, 1988
  - Cereus calcirupicola subsp. cipoensis (F.Ritter) P.J.Braun & Esteves, 1995
  - Cereus calcirupicola var. pluricostatus (F.Ritter) Rizzini, 1986 publ. 1987
  - Cereus goiasensis (F.Ritter) P.J.Braun, 1988
  - Cereus jamacaru subsp. goiasensis (F.Ritter) P.J.Braun & Esteves, 1995
  - Piptanthocereus cabralensis F.Ritter, 1979
  - Piptanthocereus calcirupicola F.Ritter, 1979
  - Piptanthocereus calcirupicola var. pluricostatus F.Ritter, 1979
  - Piptanthocereus cipoensis F.Ritter, 1979
  - Piptanthocereus goiasensis F.Ritter, 1979

- Sinónimos de Cereus jamacaru subsp. jamacaru:
  - Cereus jamacaru var. caesius Salm-Dyck, 1908
  - Cereus jamacaru var. glaucus Ladenberg, 1893
  - Cereus laetevirens Pfeiff., 1837
  - Cereus lividus Pfeiff., 1835
  - Cereus lividus var. glaucior Labour., 1853
  - Cereus perrottetii Pfeiff., 1837
  - Piptanthocereus jamacaru var. caesia (Salm-Dyck) Riccob., 1909
  - Piptanthocereus jamacaru var. cyanea Riccob., 1909
  - Piptanthocereus jamacaru var. glauca (Ladenberg) Riccob., 1909

## Estado de conservación
En la Lista Roja de Especies Amenazadas de la UICN, la especie está clasificada como de “Preocupación Menor (LC)”.
La especie es muy abundante y aunque no presenta amenazas importantes, algunas poblaciones se ven afectadas por la pérdida de hábitat debido a la agricultura y la ganadería.

## Importancia económica y cultural

### Simbolismo

Bandera de Petrolina

El mandacaru aparece en la bandera de la ciudad de Petrolina en el estado de Pernambuco (Brasil).

### Uso ornamental
Se cultiva principalmente como planta ornamental, aportando valor estético en jardines y espacios públicos. Es muy frecuente tanto en colecciones privadas como jardines botánicos y su propagación se realiza a través de esquejes o semillas.
Se debe plantar en pleno sol o semisombra y requiere poca agua. Resiste temperaturas de entre -6 °C y -25 °C.

### Uso alimenticio

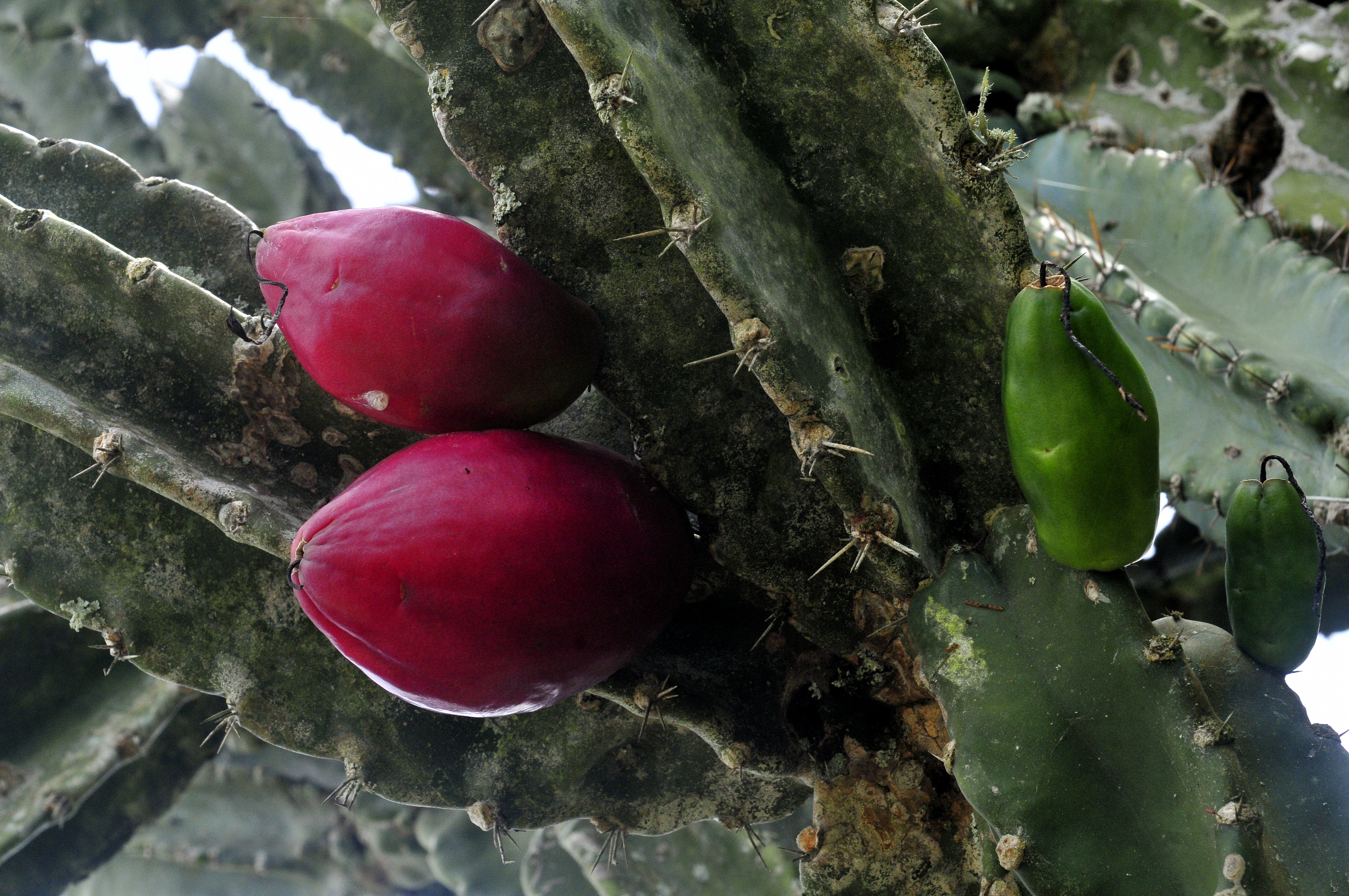
Detalle del fruto

Sus tallos se utilizan como forraje para alimentar el ganado en época de sequía, ya que presenta un alto contenido proteico (llegando a alcanzar hasta un 10.7%). Para ello se cogen las ramas jóvenes y se les corta o quema las espinas. También se suelen utilizar variedades sin espinas, aunque sueles ser menos abundantes.
Además, sus frutos son comestibles, tanto frescos como en mermeladas.

### Uso como fuente de agua
El mandacaru es utilizado como una fuente de agua vital en zonas áridas, particularmente en la región de la Caatinga en Brasil. Durante períodos prolongados de sequía, los habitantes y animales dependen de la acumulación de agua en los cladodios de esta especie, que almacenan líquidos en sus tejidos, facilitando su aprovechamiento en situaciones de escasez hídrica. 

### Uso medicinal
En la medicina popular se utiliza principalmente como antibiótico, diurético, analgésico y antiinflamatorio, además de tratar problemas intestinales, tos, afecciones cardíacas y nerviosas, dolor de muelas, curar algunos tipos de úlceras y actuar para controlar la diabetes y el colesterol. 
La actividad farmacológica de esta especie ha sido evaluada científicamente a través de estudios que buscan correlacionar la composición fitoquímica con su efecto. La presencia de metabolitos como los flavonoides favorece la actividad antioxidante, lo que puede representar un mecanismo importante para justificar las actividades terapéuticas de la especie. Sin embargo, se necesita más investigación para dilucidar completamente las propiedades farmacológicas y toxicológicas de la planta.
Además, experimentalmente se ha demostrado que el extracto acuoso del tallo del mandacaru tiene propiedades citotóxicas y antiproliferativas.

### Otros usos
El cactus se puede cultivar para su uso como cerca viva. Además, históricamente, se ha utilizado como madera para la fabricación de cajas, marcos para cuadros o incluso la construcción de casas.